# مؤتمر المحيط المتجمد الشمالي
مؤتمر المحيط المتجمد الشمالي هو مؤتمر عقد في إلويسات، جرينلاند بين 27 مايو و29 مايو 2008 حيث اجتمعت خمسة دول هي كندا، الدنمارك، النرويج، روسيا والولايات المتحدة لمناقشة مواضيع أساسية تتعلق بالمحيط المتجمد الشمالي. جاءت أهمية المؤتمر من خططه التي وضعها في الأنظمة البيئية، الأمن البحري، التنقيب عن المعادن، البحث عن منابع النفط والنقل.
كان هذا المؤتمر هو أول مؤتمر يعقد على مستوى الوزراء والذي تضمن خمسة قوى في المنطقة. وجاء من دعوة من بيتر ستيغ مولر وزير الخارجية الدنماركي وهانز إنوكسين رئيس وزراء جرينلاند عام 2007 بعد عدة مشاكل في المحيط المتجمد الشمالي. حيث صرح مولر قائلاً «يجب أن نستمر في تطبيق التعليمات في أركتيك حتى تقرر الأمم المتحدة من صاحب الحق في بحر وموارد المنطقة.» وتابع قائلاً «نريد أن نرسل رسالة سياسية عامة إلى مواطنيينا وبقية العالم بأن الدول المحيطة الخمس ستناقش الفرص والتحديات بشكل لبق.» 

## انتقادات
أدى تضمين بعض أعضاء مجلس أركتيك واستثناء الآخرين (شعوب إندينغينوس، السويد، فنلندا، آيسلندا) إلى ظهور خلاف حول المؤتمر.